# La Salle Explorers

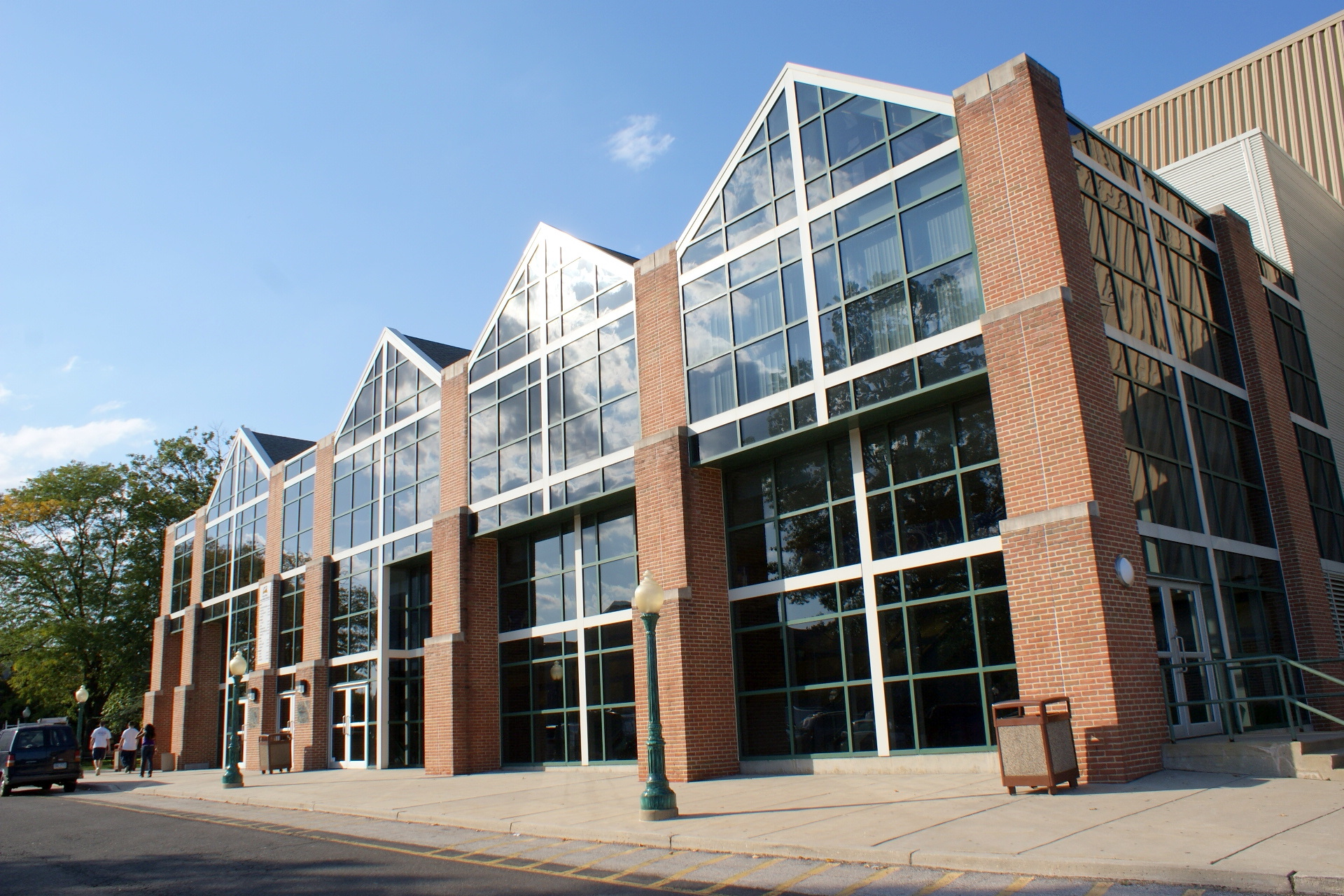
Exterior del Tom Gola Arena.

La Salle Explorers (español: Exploradores de la Universidad de La Salle) es el nombre de los equipos deportivos de la Universidad de La Salle, situada en Filadelfia, Pensilvania. Los equipos de los Explorers participan en las competiciones universitarias organizadas por la NCAA, excepto en remo masculino, deporte en el que están afiliados con la Intercollegiate Rowing Association. En la NCAA forman parte de la Atlantic Ten Conference. Anteriormente, entre 1989 y 1992, perteneceron la Horizon League.

## Apodo
El apodo tiene un origen bastante curioso. Se debe a un gran error que cometió un periodista deportivo, cuando creyó que la universidad debía su nombre al famoso explorador francés René Robert Cavelier de La Salle, cuando en realidad se debe a San Juan Bautista de La Salle, fundador de la congregación de Hermanos de las Escuelas Cristianas, o como es más conocida, Hermanos de La Salle. A pesar del error, el apodo gustó, y perdura en la actualidad.

## Equipos
Los Explorers tienen 10 equipos masculinos y 12 femeninos:
| - Masculino - Baloncesto - Cross - Atletismo - Atletismo en pista cubierta - Fútbol - Tenis - Remo - Natación - Béisbol - Golf | - Femenino - Baloncesto - Cross - Atletismo - Atletismo en pista cubierta - Fútbol - Tenis - Remo - Natación - Sófbol - Lacrosse - Hockey sobre hierba - Voleibol |

## Baloncesto
El equipo de baloncesto masculino de La Salle quizás sea el que más alegrías deportivas ha dado a la universidad. Fue campeón nacional de la NCAA en 1954, y campeón del NIT en 1952. Además, llegó también a la Final Four en 1955. Puede presumir de ser la universidad que, tras Duke, más jugadores han ganado el trofeo de Universitario del Año, con 3. Los Blue Devils lo ganaron en 6 ocasiones.
Un total de 22 jugadores de los Explorers han llegado a la NBA, Siendo el Último Rasual Butler. En este equipo pasó también  Joe Bryant, el padre de la ex estrella de los Lakers Kobe Bryant